# Герб Данковского района
Герб Данковского района является официальным геральдическим символом Данковского района Липецкой области.
Утверждён решением Данковского районного Совета депутатов от 25 марта 2005 года, № 209.
Герб зарегистрирован в Государственном геральдическом регистре Российской Федерации под № 1869.
По геральдическим правилам и канонам герб является полугласным.

## Описание герба(блазон)
В зелёном поле с правым волнистым червлёным краем, обременённым серебряным мечом остриём вниз и поверх него круглый щит (тарч), стоящая лошадь того же металла.

## Обоснование символики

Прототипы герба
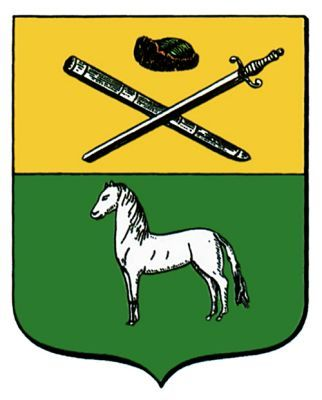
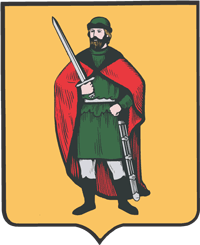

За основу герба Данковского района взят исторический герб города Донкова Рязанской губернии (слева). 29 мая 1779 года Екатерина II высочайше утвердила его с таким описанием:
"В верхней части щита, в золотом поле, часть герба Рязанского: серебряной мечь и ножны, положенные на крест, над ними зеленая шапка, какова на Князе в Наместническом гербе. В нижней части, в зеленом поле стоящая серебряная лошадь, означающая, что сей город лошадиными ярмарками знаменит."
Тарч и меч символически показывают особую роль района в истории России. Воины с Данковской земли сражались неподалёку на Куликовом поле. До XVII века Данковская крепость была южным форпостом в охране рубежей Московского государства от крымских и ногайских татар. После, при Петре I, местные жители принимали участие в строительстве военно-морского флота. В период Великой Отечественной войны в Данкове сформировался 131-й мотопонтонный мостовой батальон, который дошёл до Берлина.
История района позволяет говорить о статусе герба с воинским отличием. Меч и круглый щит символизируют воинскую доблесть, достоинство, защиту и покровительство.
Волнистое деление щита аллегорически указывает на расположение района на реке Дон, имя которого носит район.
Серебро в геральдике — символ чистоты, мудрости, благородства и мира.
Зелёный цвет — символ природы, весны, радости, надежды, а также символ здоровья.
Червлёный (красный) цвет символизирует мужество, труд, красоту, праздник.

## Утверждение герба
Герб Данковского района был утверждён самым последним среди районов Липецкой области (наряду с гербом Грязинского района) в Государственном геральдическом регистре Российской Федерации. Причиной этому послужило несоответствие гербов двух районов правилам и канонам геральдики.